# Tournoi de tennis de Turin
 (février 2025).
Si vous disposez d'ouvrages ou d'articles de référence ou si vous connaissez des sites web de qualité traitant du thème abordé ici, merci de compléter l'article en donnant les références utiles à sa vérifiabilité et en les liant à la section « Notes et références ».
Le tournoi de tennis de Turin est un tournoi international de tennis masculin du circuit professionnel Challenger. Il a lieu une fois par an à Turin, en Italie. Il a été créé en 2002 et se joue sur terre battue en extérieur. En 2022, une édition est organisée en février sur dur en intérieur.

## Palmarès messieurs

### Simple
| Date       | Dotation       | Surface        | Vainqueur         | Finaliste            | Score          |
| ---------- | -------------- | -------------- | ----------------- | -------------------- | -------------- |
| 27/05/2002 | 25 000 $       | Terre battue   | Martin Verkerk    | Vadim Kutsenko       | 4-6, 6-4, 6-3  |
| 26/05/2003 | 25 000 $       | Terre battue   | Óscar Serrano     | Juan Albert Viloca   | 6-2, 6-2       |
| 24/05/2004 | 25 000 $       | Terre battue   | Alex Calatrava    | Hermes Gamonal       | 5-7, 6-3, 6-2  |
| 23/05/2005 | 21 250 €       | Terre battue   | Carlos Berlocq    | Alessio Di Mauro     | 7-5, 6-1       |
| 29/05/2006 | 21 250 €       | Terre battue   | Flavio Cipolla    | Marcel Granollers    | 6-3, 6-3       |
| 02/07/2007 | 85 000 €       | Terre battue   | Carlos Berlocq    | Boris Pašanski       | 6-4, 6-2       |
| 30/06/2008 | 85 000 €       | Terre battue   | Fabio Fognini     | Diego Junqueira      | 6-3, 6-1       |
| 29/06/2009 | 85 000 €       | Terre battue   | Potito Starace    | Máximo González      | 7-64, 6-3      |
| 28/06/2010 | 85 000 €       | Terre battue   | Simone Bolelli    | Potito Starace       | 7-67, 6-2      |
| 17/06/2011 | 85 000 €       | Terre battue   | Carlos Berlocq    | Albert Ramos-Viñolas | 6-4, 6-3       |
| 2012-2014  | Pas de tournoi | Pas de tournoi | Pas de tournoi    | Pas de tournoi       | Pas de tournoi |
| 27/04/2015 | 42 500 €       | Terre battue   | Marco Cecchinato  | Kimmer Coppejans     | 6-2, 6-3       |
| 18/04/2016 | 42 500 €       | Terre battue   | Gastão Elias      | Enrique López-Pérez  | 3-6, 6-4, 6-2  |
| 2017-2021  | Pas de tournoi | Pas de tournoi | Pas de tournoi    | Pas de tournoi       | Pas de tournoi |
| 28/02/2022 | 45 730 €       | Dur (int.)     | Mats Moraing      | Quentin Halys        | 7-611, 6-3     |
| 15/05/2023 | 200 000 €      | Terre battue   | Dominik Köpfer    | Federico Gaio        | 65-7, 6-2, 6-0 |
| 13/05/2024 | 205 000 €      | Terre battue   | Francesco Passaro | Lorenzo Musetti      | 6-3, 7-5       |

### Double
| Date       | Dotation       | Surface        | Vainqueurs                                    | Finalistes                        | Score              |
| ---------- | -------------- | -------------- | --------------------------------------------- | --------------------------------- | ------------------ |
| 27/05/2002 | 25 000 $       | Terre battue   | Victor Hănescu Óscar Hernández                | Denis Golovanov Vadim Kutsenko    | 6-4, 6-3           |
| 26/05/2003 | 25 000 $       | Terre battue   | Emilio Benfele Álvarez Gabriel Trujillo Soler | Jack Brasington Dmitri Toursounov | 6-4, 6-2           |
| 24/05/2004 | 25 000 $       | Terre battue   | Leonardo Azzaro Giorgio Galimberti            | Hermes Gamonal Adrián García      | 6-1, 6-3           |
| 23/05/2005 | 21 250 €       | Terre battue   | Franco Ferreiro Sergio Roitman                | Francesco Aldi Alessio Di Mauro   | 64-7, 7-5, 7-62    |
| 29/05/2006 | 21 250 €       | Terre battue   | Marcel Granollers Marc López                  | Leonardo Azzaro Flavio Cipolla    | 6-4, 6-3           |
| 02/07/2007 | 85 000 €       | Terre battue   | Pablo Cuevas Horacio Zeballos                 | Pablo Andújar Flavio Saretta      | 6-3, 6-1           |
| 30/06/2008 | 85 000 €       | Terre battue   | Carlos Berlocq Frederico Gil                  | Tomáš Cibulec Jaroslav Levinský   | 6-4, 6-3           |
| 29/06/2009 | 85 000 €       | Terre battue   | Daniele Bracciali Potito Starace              | Santiago Giraldo Pere Riba        | 6-3, 6-4           |
| 28/06/2010 | 85 000 €       | Terre battue   | Carlos Berlocq Frederico Gil                  | Daniele Bracciali Potito Starace  | 6-3, 7-65          |
| 27/06/2011 | 85 000 €       | Terre battue   | Martin Fischer Philipp Oswald                 | Uladzimir Ignatik Martin Kližan   | 6-3, 6-4           |
| 2012-2014  | Pas de tournoi | Pas de tournoi | Pas de tournoi                                | Pas de tournoi                    | Pas de tournoi     |
| 27/04/2015 | 42 500 €       | Terre battue   | Wesley Koolhof Matwé Middelkoop               | Dino Marcan Antonio Šančić        | 4-6, 6-3, [10-5]   |
| 18/04/2016 | 42 500 €       | Terre battue   | Andrej Martin Hans Podlipnik-Castillo         | Rameez Junaid Mateusz Kowalczyk   | 4-6, 7-63, [12-10] |
| 2017-2021  | Pas de tournoi | Pas de tournoi | Pas de tournoi                                | Pas de tournoi                    | Pas de tournoi     |
| 28/02/2022 | 45 730 €       | Dur (int.)     | Ruben Bemelmans Daniel Masur                  | Sander Arends David Pel           | 3-6, 6-3, [10-8]   |
| 15/05/2023 | 200 000 €      | Terre battue   | Andrey Golubev Denys Molchanov                | Nathaniel Lammons John Peers      | 7-64, 66-7, [10-5] |
| 13/05/2024 | 205 000 €      | Terre battue   | Harri Heliövaara Henry Patten                 | Andreas Mies Neal Skupski         | 6-3, 6-3           |